# Морт ужин с Рикандре
«Морт ужин с Рикандре» (англ. Mort Dinner Rick Andre) — первый эпизод пятого сезона американского мультсериала «Рик и Морти». Сценарий к эпизоду написал Джефф Лавнесс, а режиссёром выступил Джейкоб Хэйр.
Название эпизода отсылает к фильму «Мой ужин с Андре» (1981).
Премьера эпизода состоялась 20 июня 2021 года в блоке Adult Swim на Cartoon Network. Эпизод посмотрели около 1,3 миллиона зрителей во время выхода в эфир.

## Сюжет
Рик и Морти вот-вот умрут, разбив свой космический корабль, поэтому Морти звонит Джессике, признаваясь в своих искренних чувствах к ней. Не зная о его неминуемой смерти, Джессика спрашивает, может ли она прийти посмотреть фильм. По этой причине Морти не разбивает корабль, а приземляет его в океане. Разъярённый Рик говорит, что он в давней войне со своим заклятым врагом, мистером Нимбусом. Появляется Нимбус и требует встретиться с Риком за ужином в доме Рика, чтобы заключить договор. В процессе подготовки Рик заставляет Морти бросить бутылки с вином в измерение, где время движется быстрее, чтобы состарить вино. Джессика подходит и просит вина, поэтому Морти входит в измерение, чтобы забрать его. Человек внутри, Хуви, помогает ему, но по возвращении находит свою жену мёртвой. Его сын обвиняет его в этом, но Хуви говорит ему, что это сделал Морти. На протяжении многих лет сын и внук Хуви готовятся к возвращению Морти, чтобы убить его. Они забирают Джессику, и Морти идёт за ней. Они обманывают и заманивают его в ловушку, но Морти сбегает с Джессикой с помощью Рика и Нимбуса, который прощает своего врага, отмечая, что они ничто  друг без друга. Когда они возвращаются, Джессика делится своим новым пониманием времени и предлагает Морти остаться просто друзьями. Между тем, Нимбус предлагает Джерри и Бет секс втроём.
В сцене после титров Бет и Джерри обсуждают, следует ли им принять предложение мистера Нимбуса о сексе втроём, прежде чем сделать это, и заверяют Нимбуса, что Рик поймёт, почему они это сделали.

## Отзывы
Джо Матар из Den of Geek оценил эпизод на 3,5/5, описав эпизод как «умный и хорошо написанный», но знакомый по его тщеславию о том, что время в карманном измерении течёт быстрее. Матар похвалил, что решение сюжетной линии с участием Джессики было «забавным и безумным», и дал прохладный отзыв о мистере Нимбусе, заявив, что он «просто не нашёл Нимбуса особенно забавным, но … тоже не ненавидел его».
Дэвид Опи из Digital Spy похвалил премьеру сериала, заявив, что «это так же изобретательно, как и всегда, и, если не сбрасывать статус-кво, появляется больше возможностей для развития персонажей». Кевин Перри из The Independent похвалил, что решение сосредоточиться на Морти в эпизоде является «самым многообещающим с точки зрения того, куда теперь может развиваться шоу» и служит «напоминанием фанатам, почему они вообще влюбились в шоу».